# Ocrisiona
Ocrisiona is een geslacht van spinnen uit de familie springspinnen (Salticidae).

## Soorten
De volgende soorten zijn bij het geslacht ingedeeld:
- Ocrisiona aerata (L. Koch, 1879)
- Ocrisiona cinerea (L. Koch, 1879)
- Ocrisiona eucalypti Żabka, 1990
- Ocrisiona frenata Simon, 1901
- Ocrisiona koahi Żabka, 1990
- Ocrisiona leucocomis (L. Koch, 1879)
- Ocrisiona liturata (L. Koch, 1879)
- Ocrisiona melancholica (L. Koch, 1879)
- Ocrisiona melanopyga Simon, 1901
- Ocrisiona parallelestriata (L. Koch, 1879)
- Ocrisiona parmeliae Żabka, 1990
- Ocrisiona suilingensis Peng, Liu & Kim, 1999
- Ocrisiona victoriae Żabka, 1990
- Ocrisiona yakatunyae Żabka, 1990